# Igreja de Nossa Senhora da Estrela (Ribeira Grande)

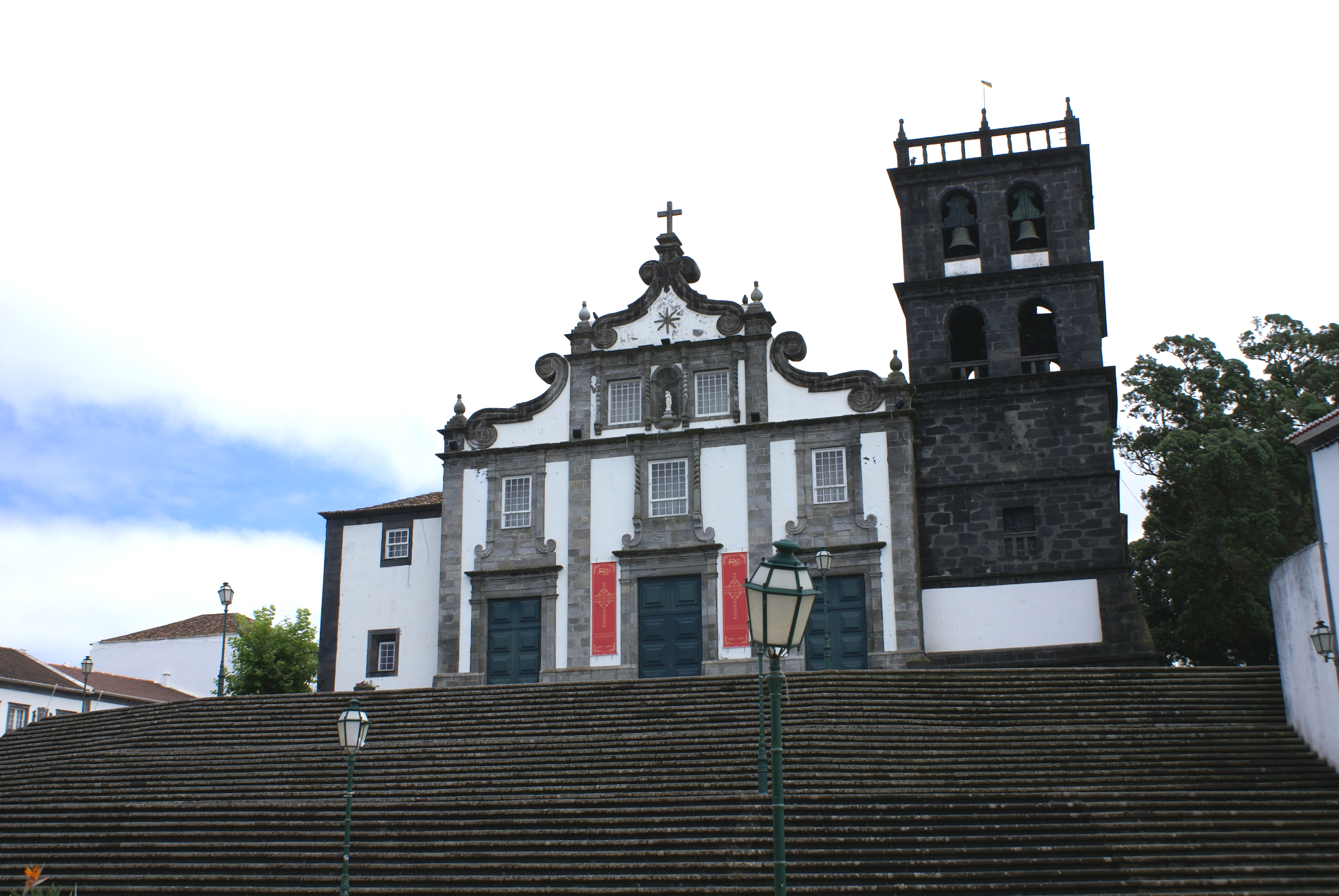
Igreja de Nossa Senhora da Estrela, Ribeira Grande, ilha de S. Miguel.

A Igreja Matriz de Nossa Senhora da Estrela localiza-se no largo Gaspar Frutuoso, na freguesia da Matriz, concelho da Ribeira Grande, na ilha de São Miguel, nos Açores.

## História
Remonta a uma ermida sob a invocação de Nossa Senhora da Purificação, que existiu no local em fins do século XV. Em 4 de junho de 1507, dois meses antes da elevação da povoação a vila, deu-se início à construção de uma igreja matriz. Tendo como modelo a Igreja de São Miguel Arcanjo, em Vila Franca do Campo, a obra foi confiada ao mestre de obras biscaínho Juan de la Peña por 140 mil réis.
As obras foram concluídas em 1517, sob a invocação de Nossa Senhora da Estrela. Foi sagrada pelo bispo de Tânger, D. Duarte, que à época viera a São Miguel em delegação do bispo do Funchal. Na ocasião, foi depositada no altar-mor uma caixa com relíquias sagradas.
Os trabalhos de decoração prosseguiram pelo século XVI, sendo adquiridos paineis, retábulos e paramentos de grande valor artístico. O padre António Cordeiro refere-se a um altar aqui instituído por D. Mécia Pereira e seu marido, D. Gomes de Melo, que continha um painel dos Reis Magos, ainda hoje existente, e que deve datar de 1582, ignorando-se se terá sido executado na ilha ou trazido de fora.
Em 1581, quando foi sagrado o novo retábulo pelo bispo de Angra, D. Pedro de Castilho, foram juntas novas relíquias às já existentes, descritas em um pergaminho que ficou guardado na antiga caixa:
"Aos nove de abril eu, D. Pedro Castilho, Bispo de Angra, consagrei este altar à honra da virgem, Nossa Senhora do Loreto, e nele meti as suas relíquias; a saber: Uma pequena partícula de pau e uma pouca terra de sua casa do Loreto e um osso das onze mil virgens e um osso pequeno de S. Sebastião. (...)"
O templo foi abalado pelos terramotos de 1563, 1564, 1571, 1588 e 1591. Por volta de 1680 a derrocada da torre sineira destruiu uma das naves e arruinou as demais. O então vigário Hierónimo tavares chegou mesmo a cogitar a reedificação total, mas diante da dificuldade de recursos a mesma foi sendo adiada.
A 3 de maio de 1728 foram depositados na Igreja da Misericórdia, onde permaneceriam durante um período de oito anos em que durariam as obras, o Santíssimo Sacramento, imagens e objetos da Matriz. Após a demolição do antigo templo, inciou-se a construção do atual, com projeto de Sousa Freire, então vigário da Ribeira Seca. Após o falecimento deste, as obras passaram a ser orientadas por Manuel de Vascocelos. Os trabalhos prolongaram-se até 1736, com o contributo das esmolas da população.
Em 5 de setembro de 1834, o teto do templo desabou, tendo sido  reconstruído a expensas da Junta da paróquia.
Em 1862, o prior Jacinto do Amaral mandou restaurar as talhas de toda a igreja, tendo encomendado paramentos, imagens e pratas artísticas.
Aqui assistiu como vigário, de 15 de agosto de 1565, data da sua posse, até 1591, ano do seu falecimento, o padre Dr. Gaspar Frutuoso, que chegou transferido da Igreja Matriz de Santa Cruz da Vila da Lagoa. Aqui, nos últimos anos de sua vida, redigiu a crónica que o imortalizou, as "Saudades da Terra". Os seus restos mortais aqui estiveram depositados por séculos até serem transferidos para o cemitério da vila.
Encontra-se classificada como Imóvel de Interesse Público.

## Características
A igreja apresenta um largo frontespício, rasgado por três portadas, encimadas por três janelas sobre as quais, no frontão, existem outras duas, emolduradas por pedra de lavoura. Sob a silharia, o corpo central é revestido de azulejos. A torre sineira ergue-se à direita e possui duas fiadas de sinos.
Na sacristia deste templo encontra-se um museu de Arte Sacra, onde se encontram alfaias em prata e um tríptico flamengo que pertence à Ermida de Santo André e que data do século XVI.
Neste templo destaca-se ainda o altar dos Reis Magos, a talha dourada da Capela do Santíssimo, o cadeiral do coro da capela-mor (com risco de Sousa Freire), os frescos do teto dedicados à Virgem e a porta em ferro forjado que encerra o Baptistério. Com relação aos trabalhos de talha deste templo, destaca-se o nome de Pedro de Araújo de Lima, entalhador da Ribeira Grande, que aqui trabalhou de 1862 a 1865.
No coro alto deste templo encontra-se uma obra de arte de grande valor artístico: o "Arcano", um conjunto de centenas de pequenas figuras moldadas em farinhas de arroz, goma-arábica e alúmen, dispostas em diferentes planos, representando cenas do Antigo Testamento e do Novo Testamento. Este trabalho é da autoria da freira da Ordem das Clarissas, Margarida do Apocalipse que a realizou no século XIX.